# Iman Vellani
Iman Vellani (Karachi, 12 augustus 2002) is een Canadees actrice van Pakistaanse afkomst.

## Biografie
Iman Vellami werd in 2002 geboren in Karachi, Pakistan, en verhuisde naar Canada toen ze een jaar oud was. Ze studeerde af aan de Unionville High School in Markham (Ontario). Vellani werd geselecteerd als lid van het TIFF Next Wave Committee op het Internationaal filmfestival van Toronto 2019. Voordat ze aan het einde van haar laatste jaar van de middelbare school als Ms. Marvel werd gecast, was Vellani van plan om naar de Ontario College of Art & Design University te gaan met een focus op geïntegreerde media.
In september 2020 werd Vellani gecast als de Marvel Cinematic Universe-superheld Kamala Khan voor de Marvel Studios en de streamingdienst Disney+ miniserie Ms. Marvel die op 8 juni 2022 in première ging. In juni 2022 verscheen Vellani in A Fan's Guide to Ms. Marvel, een korte documentaire over de productie van de serie. Deze bevat interviews met het filmteam en haar en werd uitgebracht op Disney+ voor de première van Ms. Marvel.
Vellani hernam haar rol als Kamala Khan in de film The Marvels uit 2023, een vervolg op de film Captain Marvel uit 2019.